# 増位山大志郎
増位山 大志郎（ますいやま だいしろう、1919年（大正8年）11月3日 - 1985年（昭和60年）10月21日）は、兵庫県印南郡大塩町（現・姫路市）出身で出羽海部屋（入門時は三保ヶ関部屋）に所属した大相撲力士。
本名は澤田 國秋。最高位は東大関。身長174cm、体重116kg。得意手は突っ張り、押し、左四つ、内掛け。

## 来歴
5代目増位山。1935年（昭和10年）1月場所、濵錦の四股名で初土俵。若い頃から有望視され幕下時代には当時連勝街道をひた走っていた横綱・双葉山に目をつけられ「いつかあいつに土をつけられるんじゃないか」と言われたことがあるという。稽古の時には双葉山から「おい若手、こい」と言われて感激したという。その双葉山には1944年（昭和19年）1月場所11日目、小結の増位山は5回目の対戦で勝って恩返ししている（この場所11勝4敗の好成績）。
1940年（昭和15年）1月場所新十両。1941年（昭和16年）1月場所新入幕で、この場所から増位山の四股名を名乗り、場所成績は10勝5敗。1944年5月場所は関脇に進んだが、その後3場所続けて負け越し、1945年（昭和20年）6月場所は平幕から再スタート。1947年（昭和22年）5月場所は小結の地位で左足首関節捻挫により全休し、翌10月場所で8勝3敗の好成績を残して技能賞を受賞した。その後は順調に出世して1948年（昭和23年）5月場所小結で7勝4敗、10月場所関脇で10勝1敗、前場所優勝して綱取りの東冨士との優勝決定戦を制して初優勝、場所後大関に昇進した。手首を曲げての上突っ張りと押し、組んでも寄り、投げ、足癖と名人相撲を見せた。
大関2場所目となる1949年（昭和24年）5月場所に羽島山との同部屋決戦を制して13勝2敗で優勝した。その時には横綱を期待され三つ揃いの化粧廻しまで用意されていた。だが、この場所で相次いで両手の小指を傷め、さらに肋間神経痛などに苦しみ、1949年10月場所と1950年（昭和25年）1月場所を連続して途中休場。大関の地位で2場所連続負け越しにより、関脇への陥落が確定した同年1月場所後に、現役引退を表明した。1950年1月25日付の報知新聞紙上には「どう頑張ろうとしても体がいうことをきかない。そのうえけがとあってはとても再起はできないと観念した」と本人のコメントが掲載されていた。
しかし2日目の同紙には「増位山引退取止め」との見出しが躍り、記事によるとひとまず引退を思いとどまり、出羽海にもその旨を申し入れ、それでも再起困難の場合は改めて引退届を提出するらしいとある。同月27日付に復帰を目指しているという旨の本人のコメントが掲載されていたが、3月17日に正式に引退した。
引退相撲は1951年（昭和26年）1月場所千秋楽の翌日、1月29日であり、断髪式では現役横綱の羽黒山、千代の山も鋏を入れ、引退後は年寄・三保ヶ関として後進の指導に当たっていた。その後体調の回復で現役復帰を希望し、1951年12月28日、立浪部屋で行われた力士会で楯山、秀ノ山、武蔵川などが協会側として力士側に「今後、引退廃業した力士でも事情によれば、土俵への復帰の途を開いてやりたい」と提案したものの、羽黒山から「引退相撲まで終わったのに筋が通らない」「協会の親心は分からないでもないが、その運営を誤るといろいろ悪い面も出てくるだろうし、今までのような土俵一筋に打ち込む厳しい気持ちも人によっては緩んでくると思う」（報知新聞1951年12月29日付）と最終的には否決されている。この時、増位山の復帰とまとめての採決にされてしまって、現役復帰しそこなったのがまだプロレスラーになる前の力道山であった。実際のところ力道山は後援者で明治座社長の新田新作の働きかけを無視してプロレス転向を既に決めており、増位山も現役復帰を最後は断念する方向で納得していた。
元大坂相撲の小部屋である三保ヶ関部屋を再興し、しばらくは弟弟子の増巳山しか関取のいない状況であったが、1960年代に大竜川が十両に昇進してから活気付き、横綱・北の湖、長男でもある大関・2代目増位山、大関・北天佑などを育てた。自身の現役時代に日の目を見ることのなかった三つ揃いの廻しは弟子の北の湖が横綱になったことでようやくその使命を果たすことができた。定年まで勤め、部屋を実息の大関増位山に譲って隠居した。相撲協会を停年退職したためか、愛弟子北の湖の断髪式では鋏は入れたが、止め鋏を入れたのは息子（増位山、北の湖の兄弟弟子）だった。
長男の2代目増位山が新十両に昇進した1969年には数え年で50歳になっていたが、稽古場で相撲を取ると技術だけでなく力でも2代目増位山は三保ヶ関に敵わなかったという。そんな2代目増位山は相撲協会を停年退職した後の記事で三保ヶ関を「超人タイプ」と評した。
琴櫻傑將を勧誘することを考えてはいたが、結果的には自身の部屋への入門を逃している。当時の角界全体の経済水準によるところもあろうが交通費にも困る貧乏部屋であったため、折角良い弟子候補がいるという連絡を聞いても琴櫻のいる東伯郡倉吉町まで勧誘に行けなかったのである。
北の湖の引退相撲から1ヶ月も経たない1985年10月21日死去した。わずか1日違いで北の湖の実父も死去し、葬儀の日程が重なり、周囲は実父の葬儀を優先するように薦めたが、北の湖は「師匠は自分にとって（実の）親以上」という理由で実父の葬儀を欠席し、増位山の葬儀に出席した。

## エピソード
豊嶌とは同部屋、同い年で仲が良かった。1945年3月10日の東京大空襲の際も行動を共にしていたが途中で別れ、豊嶌は浅草で焼死した。後に「あの時、一緒に浅草に向かっていたら、間違いなく自分も死んでいた。」と語っている。
大関に上がって横綱を目指していた頃に断酒したが、その内に肘から肩にかけて激痛が走り、この痛みが治らず不本意な形で引退した。ところが引退後に酒を再開するとその痛みは治った。
力士たちを型にはめず伸び伸びと育てたが、掲げた道場訓の1つには「自由とは規則を忠実に守ることである」という言葉があった。これに関して三保ヶ関は「要は相撲取りになった以上は、初心を忘れぬように相撲に打ち込むことだ。入門した時の純粋な気持ちに戻れば、決して大局を見逃すことはない」と話していた。北の湖の若手時代のある時、増位山は「言ってもわからないやつは、叩いてもわからない」と力士を竹刀で叩くことを止めた。その後大竜川を皮切りに関取が続々育ったのは、そのおかげであったという見方もある。
趣味が多彩で絵や歌が上手く特に絵は1971年（昭和46年）からは連続して二科展に入選する程の腕だった。肖像画も描いたが題材にした依頼者が次々亡くなるのを見てやめてしまったという。絵は精神を鍛えるのにも有効と考え弟子の指導にも取り入れたという。絵の趣味は弟子の北の湖や息子の増位山にも受け継がれている。息子の増位山はさらに歌の趣味も受け継いで現役時代から歌手活動を行い、停年で協会を去った後は本格的なプロ歌手となった。
絵に関しては「相撲の絵は偉い人がいっぱい描いている。でも、うまいヘタは別にして、力士経験者で、その生活、感情などをよく知っているのはワシだけ。偉い人の栄羽廻しの結び目がおかしかったり、着物の衿の上下が違っていたりするけど、ワシはちゃんとそこまで描いている」と自画自賛していた。
なお「増位山」は、故郷である兵庫県姫路市の山名で、もともと姫路藩お抱えの力士が名乗っており14代横綱境川も襲名したことのある、由緒ある四股名である。
息子の増位山は「俺なんかの大関は本当に“引っかかった”大関だけど、うちのおやじは横綱に上がってもいい大関だった」と評している。

## 主な成績
- 通算成績：199勝126敗30休 勝率.612
- 幕内成績：138勝95敗29休 勝率.592
- 大関成績：27勝20敗11休 勝率.574
- 現役在位：32場所
- 幕内在位：20場所
- 大関在位：4場所
- 三役在位：6場所 (関脇2場所、小結4場所)
- 三賞：2回
  - 殊勲賞：1回(1948年10月場所)
  - 技能賞：1回(1947年11月場所)
- 金星：2個（羽黒山1個、前田山1個）
- 各段優勝
  - 幕内最高優勝：2回(1948年10月場所、1949年5月場所)
  - 十両優勝：1回(1940年5月場所)
  - 幕下優勝：1回(1939年5月場所)

### 場所別成績
| 1935年 （昭和10年） | （前相撲）            | 新序 3–0              | x                   |
| 1936年 （昭和11年） | 西序ノ口2枚目 2–4     | 西序二段24枚目 3–3    | x                   |
| 1937年 （昭和12年） | 東序二段18枚目 4–2    | 西三段目28枚目 6–1    | x                   |
| 1938年 （昭和13年） | 東幕下27枚目 7–5      | 東幕下12枚目 4–3      | x                   |
| 1939年 （昭和14年） | 東幕下7枚目 4–3       | 西幕下3枚目 優勝 7–1  | x                   |
| 1940年 （昭和15年） | 西十両6枚目 9–6       | 西十両4枚目 優勝 12–3 | x                   |
| 1941年 （昭和16年） | 東前頭16枚目 10–5     | 東前頭8枚目 5–10      | x                   |
| 1942年 （昭和17年） | 西前頭10枚目 6–9 ★    | 西前頭12枚目 10–5     | x                   |
| 1943年 （昭和18年） | 東前頭7枚目 8–7       | 西前頭3枚目 10–5      | x                   |
| 1944年 （昭和19年） | 東小結 11–4           | 西張出関脇 4–6        | 西張出小結 4–6      |
| 1945年 （昭和20年） | x                     | 東前頭3枚目 2–3–2     | 東前頭8枚目 5–5     |
| 1946年 （昭和21年） | x                     | 国技館修理 のため中止 | 東前頭6枚目 11–2    |
| 1947年 （昭和22年） | x                     | 西小結 0–0–10         | 西前頭2枚目 8–3 技★ |
| 1948年 （昭和23年） | x                     | 東小結 7–4            | 西関脇 10–1 殊      |
| 1949年 （昭和24年） | 西大関 7–6            | 西大関 13–2           | 東大関 3–6–6        |
| 1950年 （昭和25年） | 西張出大関 引退 4–6–5 | x                     | x                   |
| 各欄の数字は、「勝ち-負け-休場」を示す。 優勝 引退 休場 十両 幕下 三賞：敢=敢闘賞、殊=殊勲賞、技=技能賞 その他：★=金星 番付階級：幕内 - 十両 - 幕下 - 三段目 - 序二段 - 序ノ口 幕内序列：横綱 - 大関 - 関脇 - 小結 - 前頭（「#数字」は各位内の序列） |                       |                       |                     |

### 幕内対戦成績
| 力士名 | 勝数 | 負数 | 力士名   | 勝数 | 負数 | 力士名   | 勝数 | 負数 | 力士名   | 勝数 | 負数 |
| ------ | ---- | ---- | -------- | ---- | ---- | -------- | ---- | ---- | -------- | ---- | ---- |
| 青葉山 | 1    | 0    | 旭川     | 0    | 1    | 東冨士   | 4*   | 3    | 有明     | 2    | 0    |
| 大内山 | 1    | 1    | 大熊     | 4    | 0    | 大潮     | 1    | 0    | 大ノ海   | 1    | 1    |
| 大ノ森 | 1    | 1    | 小戸ヶ岩 | 1    | 0    | 鏡里     | 1    | 2    | 柏戸     | 4    | 2(1) |
| 桂川   | 1    | 0    | 金湊     | 1    | 0    | 神風     | 7    | 3    | 清美川   | 2    | 0    |
| 九ヶ錦 | 3    | 1    | 九州錦   | 1    | 1    | 国登     | 1    | 0    | 高津山   | 5    | 2    |
| 琴錦   | 4    | 3    | 小松山   | 4    | 1    | 佐賀ノ花 | 5    | 9    | 佐渡ヶ嶋 | 2    | 0    |
| 清水川 | 1    | 0    | 鯱ノ里   | 2    | 1    | 立田野   | 2    | 0    | 楯甲     | 2    | 0    |
| 玉ノ海 | 3    | 3    | 鶴ヶ嶺   | 1    | 2    | 照國     | 1    | 4    | 輝昇     | 7    | 5    |
| 十勝岩 | 4    | 2    | 冨ノ山   | 1    | 0    | 名寄岩   | 2    | 5    | 羽黒山   | 2    | 7    |
| 羽嶋山 | 0*   | 0    | 備州山   | 3    | 3(1) | 常陸海   | 0    | 1    | 広瀬川   | 0    | 1    |
| 双子岩 | 0    | 1    | 二瀬川   | 2    | 3    | 双葉山   | 2(1) | 5    | 双見山   | 2    | 5    |
| 不動岩 | 6    | 0    | 前田山   | 6(1) | 2    | 松浦潟   | 2    | 2    | 三根山   | 9    | 2    |
| 緑國   | 1    | 0    | 緑嶋     | 1    | 0    | 吉葉山   | 3    | 2    | 力道山   | 5    | 2    |
| 若潮   | 3    | 1    | 若瀬川   | 4    | 2(1) | 若港     | 3    | 1    |          |      |      |

- 他に優勝決定戦で東冨士、羽嶋山に各1勝がある。